# Evangelisches Dekanat Alb-Pfinz
Das Evangelische Dekanat Alb-Pfinz bzw. der Kirchenbezirk Alb-Pfinz war einer von 24 Kirchenbezirken bzw. Dekanaten der Evangelischen Landeskirche in Baden. Er gehörte zum Kirchenkreis Nordbaden und umfasste 14 Kirchengemeinden. 
Im Jahr 2013 wurde beschlossen, den Kirchenbezirk zukünftig auf das Dekanat Karlsruhe-Land und das neue Dekanat Bretten-Bruchsal aufzuteilen.
Die Leitung des Dekanats oblag in kollegialer Weise der Bezirkssynode, dem Bezirkskirchenrat und dem Dekan bzw. der Dekanin. Der Dekan war seit 1996 Paul Gromer, zugleich Pfarrer in Kleinsteinbach. Er wurde 2004 von der Bezirkssynode für eine zweite Amtszeit wiedergewählt.

## Geografie
Das Dekanat Alb-Pfinz lag in der nördlichen Mitte der badischen Landeskirche. Sein Gebiet umfasste die Ausläufer des nördlichen Schwarzwaldes sowie die Oberrheinische Tiefebene.

### Nachbarkirchenbezirke
Das Dekanat Alb-Pfinz grenzte an folgende Kirchenbezirke bzw. Dekanate (im Uhrzeigersinn beginnend im Westen): Karlsruhe und Durlach, Bretten (Alt), Pforzheim-Land, Baden-Baden und Rastatt.

## Geschichte
Im Gegensatz zu den meisten Dekanaten der badischen Landeskirche, die entweder bald nach der Reformation bzw. in den Gebieten, die erst später zu Baden kamen, meist zu Anfang des 19. Jahrhunderts errichtet wurden, war der Kirchenbezirk Alb-Pfinz eine Neugründung aus den 1970er Jahren. Infolge des Einwohnerzuwachses im Raum Karlsruhe wurden damals neue Kirchenbezirke gegründet, darunter auch der Kirchenbezirk Alb-Pfinz. Er wurde am 1. Januar 1975 aus Teilen des Kirchenbezirks Karlsruhe-Land gebildet und umfasste 14 Kirchengemeinden. Bis 2003 gehörte er zum Kirchenkreis Mittelbaden, seither zum Kirchenkreis Nordbaden.
Zum 1. Januar 2014 entstand der Evangelische Kirchenbezirk Karlsruhe-Land durch Fusion der Bezirke Alb-Pfinz und Karlsruhe-Land (alt).

## Kirchengemeinden
Hier werden die Kirchengemeinden des ehemaligen Kirchenbezirkes entsprechend deren Struktur bei Auflösung des Dekanates und des Kirchenbezirkes beschrieben. Die Kirchengemeinden haben sich – innerhalb ihrer neuen Kirchenbezirke – inzwischen auch strukturell weiter entwickelt. Dies wird hier – um den historischen Zustand zu dokumentieren – nicht weiter aktualisiert.
Zum Dekanat Alb-Pfinz gehörten die folgenden 14 Kirchengemeinden, die teilweise aus mehreren Pfarrgemeinden bestehen. Sie gehören zu den politischen Städten und Gemeinden Ettlingen, Malsch, Pfinztal, Rheinstetten und Waldbronn des Landkreises Karlsruhe.

### Auerbach
Die Kirchengemeinde Auerbach umfasst den gleichnamigen Ortsteil der Gemeinde Karlsbad. Der Ort Auerbach gehörte kirchlich früher zu Nöttingen (heute Gemeinde Remchingen, Enzkreis). Nach der Reformation wurde Auerbach von Langensteinbach aus betreut. 1802 erhielt der Ort eine eigene Kirche und dann später auch eine eigene Kirchengemeinde.

### Berghausen-Wöschbach
Die Kirchengemeinde Berghausen-Wöschbach umfasst die beiden gleichnamigen Ortsteile der Gemeinde Pfinztal. Sie besteht aus den beiden Pfarrgemeinden Berghausen und Wöschbach, mit je einem eigenen Ältestenkreis. Beide Ältestenkreise bilden den Kirchengemeinderat.

#### Pfarrgemeinde Berghausen
Die Pfarrgemeinde Berghausen umfasst den gleichnamigen Ort, in dem infolge der Zugehörigkeit zur Markgrafschaft Baden ab 1556 die Reformation eingeführt wurde. Eine Kirche wurde dort bereits aber schon um 1260 erwähnt. Die dem Hl. Martin geweihte Kirche stammt im Kern aus dem 13. Jahrhundert und wurde dann mehrfach verändert. Ein größerer Umbau wurde 1854 durchgeführt. 1961 wurde in Berghausen das Kirchenschiff neu erbaut, der Kirchturm ist noch von der ursprünglichen Kirche erhalten. Das Pfarramt in Berghausen betreute ab 1936 auch die evangelischen Bewohner des benachbarten Ortes Wöschbach, das jedoch überwiegend katholisch war und inzwischen eine eigene Pfarrgemeinde ist.

#### Pfarrgemeinde Wöschbach
Die zunächst wenigen evangelischen Bewohner des überwiegend katholischen Ortes Wöschbach wurden bis 1936 vom Pfarramt Söllingen, dann von Berghausen aus betreut. Nach dem Zweiten Weltkrieg stieg die Zahl der evangelischen Bewohner stark an, so dass eine eigene Pfarrgemeinde gebildet wurde, die heute etwa 800 Gemeindeglieder zählt und eine eigene Evangelische Kapelle hat.

### Ettlingen Johannesgemeinde
Die Johannesgemeinde Ettlingen wurde 1952 zusammen mit der Paulusgemeinde durch Teilung der bis dahin alleinigen Evangelischen Kirchengemeinde Ettlingen gegründet, nachdem die Zahl der Protestanten nach dem Zweiten Weltkrieg stark angestiegen und eine 2. Pfarrstelle errichtet worden war. Die Johannesgemeinde versorgte danach neben Teilen der Kernstadt Ettlingen die heutigen Stadtteile Schluttenbach, Schöllbronn und Spessart sowie die Orte Busenbach und Völkersbach.
Die Johannesgemeinde Ettlingen geht zurück auf das 19. Jahrhundert, als in das überwiegend katholische Ettlingen wieder Protestanten zuzogen. Diese wurden zunächst von Rüppurr aus versorgt, erhielten jedoch 1848 einen eigenen Geistlichen und ab 1869 eine eigene Pfarrei, die später eine eigene Kirche erhielt. Die Johanneskirche ist damit die älteste protestantische Kirche Ettlingens.

### Ettlingen Luthergemeinde
Die Luthergemeinde Ettlingen wurde 1972 durch Trennung von der Paulusgemeinde errichtet. Sie umfasst die evangelischen Gemeindeglieder in Ettlingen-West sowie den Stadtteilen Bruchhausen, Ettlingenweier und Oberweier.
Die Gottesdienste werden in der katholischen Liebfrauenkirche in Ettlingen-West und in der kleinen Kirche sowie im Gemeindezentrum im Stadtteil Bruchhausen gefeiert.

### Ettlingen Paulusgemeinde
Die Paulusgemeinde Ettlingen wurde 1952 zusammen mit der Johannesgemeinde durch Teilung der bis dahin alleinigen Evangelischen Kirchengemeinde Ettlingen gegründet, nachdem die Zahl der Protestanten nach dem Zweiten Weltkrieg stark angestiegen und eine 2. Pfarrstelle errichtet worden war. Die Paulusgemeinde versorgte danach neben Teilen der Kernstadt Ettlingen die späteren Stadtteile Bruchhausen, Ettlingenweier und Oberweier. Nach Bildung der Luthergemeinde 1972 gehörten zur Paulusgemeinde nur noch Gemeindeglieder der Kernstadt.
1953 wurde für die Paulusgemeinden ein Gemeindehaus und ein Kindergarten gebaut. 1965 folgte das Pfarrhaus. Auch bekam das Zentrum einen Glockenturm.

### Ittersbach
Die Kirchengemeinde Ittersbach umfasst den gleichnamigen Ortsteil der Gemeinde Karlsbad. Der Ort wurde durch Württemberg lutherisch. Eine Filialkirche Unserer Lieben Frau ist aber bereits 1433 erwähnt. Sie gehörte zur Pfarrei Marxzell, von der sie 1512 getrennt wurde. Seit dem Dreißigjährigen Krieg (bis 1689) und im 19. Jahrhundert gehörte Ittersbach kirchlich zu Langenalb. Die Kirche wurde 1808 neu gebaut, dabei wurde der Chorturm aus dem 15. Jahrhundert beibehalten. Er erhielt 1828 einen neuen Abschluss.

### Kleinsteinbach
Die Kirchengemeinde Kleinsteinbach umfasst den gleichnamigen Ortsteil der Gemeinde Pfinztal. Der Ort gehörte kirchlich bis ins 15. Jahrhundert zu Remchingen, wurde dann aber selbständige Pfarrei. Die Kirche St. Thomas wurde bereits 1510 erwähnt. 1556 wurde die Reformation erwähnt. Nach dem Dreißigjährigen Krieg gehörte Kleinsteinbach zur Pfarrei Remchingen, ab 1786 zu Singen. Die heutige Kirche wurde 1817 nach Plänen Weinbrenners erbaut. Nach Bildung des Kirchenbezirks Alb-Pfinz 1975 wurde Kleinsteinbach Sitz des Dekanatamtes. 

### Langensteinbach
Die Kirchengemeinde Langensteinbach umfasst den gleichnamigen Ortsteil der Gemeinde Karlsbad. Langensteinbach gehörte kirchlich zunächst zur Pfarrei Grünwettersbach, der östliche Teil zu Nöttingen. 1395 wird eine Wallfahrtskirche St. Barbara erwähnt. Sie lag außerhalb des Ortes. Im Ort selbst wurde die im 15. Jahrhundert errichtet Nikolauskirche 1432 zur Pfarrkirche erhoben. Sie war auch für den Nachbarort Spielberg zuständig. Erst 1511 wurde ihr auch der östliche Teil des Ortes St. Nikolaus unterstellt. Württemberg führt die Reformation ein. Die heutige Kirche wurde jedoch erst 1826/27 erbaut.
Im SRH Klinikum Langensteinbach gibt es eine eigene Pfarrstelle, die Evangelische Klinikseelsorge.

### Malsch
Die Kirchengemeinde Malsch umfasst von der gleichnamigen Gemeinde Malsch den Kernort und die beiden Ortsteile Sulzbach und Waldprechtsweier. Der Ortsteil Völkersbach gehört zur Kirchengemeinde Ettlingen. In Malsch wurde zwar 1556 von Württemberg die Reformation eingeführt, doch wurde das Bekenntnis im Dreißigjährigen Krieg unterdrückt. Eine evangelische Gemeinde entwickelte sich erst wieder im 20. Jahrhundert. 1956 wurde die Melanchtonkirche erbaut.

### Mutschelbach
Die Kirchengemeinde Mutschelbach umfasst den gleichnamigen Ortsteil der Gemeinde Karlsbad. Der Ort bestand früher aus den Teilen Ober-, Mittel- und Untermutschelbach. Ober- und Mittelmutschelbach gehörten zunächst zur Pfarrei Remchingen, Untermutschelbach zu Grünwettersbach. Eine Kirche gab es zunächst nur in Untermutschelbach. Dabei handelt es sich um eine Chorturmanlage des 13./15. Jahrhunderts, die 1861 erweitert wurde. In Obermutschelbach wurde 1926 eine eigene Kirche erbaut. Zwischen 1793/94 und 1821 gab es in Untermutschelbach auch eine eigene Kirche der Waldenser, doch wurde diese 1821 abgebrochen. Nach 1821 gehörte Untermutschelbach zur Pfarrei Palmbach, während Obermutschelbach bei Nöttingen verblieb. Später bildeten beide Orte eine gemeinsame Kirchengemeinde.

### Rheinstetten
Die Evangelische Kirchengemeinde Rheinstetten wurde am 1. Januar 1972 unter dem Namen Evangelische Kirchengemeinde Forchheim für die Orte Forchheim, Mörsch und Neuburgweier gegründet, nachdem diese Orte bis dahin zur Kirchengemeinde Durmersheim gehörten. Infolge der Gründung der politischen Gemeinde Rheinstetten aus den drei Orten der Kirchengemeinde Forchheim am 1. Januar 1975 wurde diese in Kirchengemeinde Rheinstetten umbenannt. Die Kirchengemeinde wuchs weiter an. Dies führte am 1. September 1979 zur Einrichtung einer 2. Pfarrstelle für die Ortsteile Mörsch und Neuburgweier. Aus diesen beiden Orten wurde dann am 1. Oktober 1984 die Pfarrgemeinde Mörsch-Neuburgweier gegründet. 
Die bisherigen Pfarrer in Rheinstetten-Forchheim waren: Karlheinz Lösch (1972–1975), Dietrich Jungermann (1975–1981), Günther Bielfeldt (1982–1988) und Matthias Schnell (1989–2006).

#### Pfarrgemeinde Forchheim
Die Pfarrgemeinde Forchheim umfasst den gleichnamigen Ortsteil der Gemeinde Rheinstetten. Der überwiegend katholische Ort erhielt 1972 eine eigene evangelische Kirche, die Architekt Stahl erbaute. Der Künstler Emil Wachter hat die farbigen Fenster und die Eingangstüren entworfen. Vor 1972 wurden die Gemeindeglieder in Forchheim von der Kirchengemeinde Durmersheim betreut.

#### Pfarrgemeinde Mörsch/Neuburgweier
Die Pfarrgemeinde Mörsch/Neuburgweier umfasst die gleichnamigen Ortsteile der Gemeinde Rheinstetten. Die überwiegend katholischen Orte erhielten 1954 von der katholischen Gemeinde die alte St. Ursula-Kirche in Neuburgweier, nachdem sich die katholische Gemeinde 1952 eine neue Kirche erbaut hatte. Pfarramtlich betreut wurden die evangelischen Gemeindeglieder aus Neuburgweier jedoch von Durmersheim aus. 
In Mörsch wurde zum 1. Advent 1981 ein eigenes evangelisches Gemeindezentrum eingeweiht. Ebenso wie in Forchheim hat auch hier Emil Wachter die farbigen Fenster und Eingangstüren entworfen. Am 1. Oktober 1984 wurde für Mörsch und Neuburgweier eine eigene Pfarrgemeinde innerhalb der Kirchengemeinde Rheinstetten errichtet. Das Pfarramt Mörsch/Neuburgweier teilen sich seit 2003 Angela und Albrecht Heidler.

### Söllingen
Die Kirchengemeinde Söllingen umfasst den gleichnamigen Ortsteil der Gemeinde Pfinztal. Der Ort wurde 1556 evangelisch. Die Kirche St. Michael hat noch einen romanischen Chorturm. Das Schiff und der Chor wurden um 1460 in spätgotischem Stil angebaut. 1787 wurde das Schiff vergrößert.

### Spielberg
Die Kirchengemeinde Spielberg umfasst den gleichnamigen Ortsteil der Gemeinde Karlsbad. Der Ort gehörte kirchlich zunächst zur Pfarrei Grünwettersbach. Nach 1432 kam er zu Langensteinbach. Württemberg führte die Reformation ein. Eine eigene Pfarrei wurde erst 1932 errichtet. Die heutige Kirche in Spielberg geht zurück auf eine Kapelle St. Jakob, die bereits im Mittelalter erwähnt wurde. 1732/34 wurde sie jedoch durch einen Neubau ersetzt und 1824 bis 1830 erweitert. 

### Waldbronn
Die Kirchengemeinde Waldbronn umfasst die gleichnamige Gemeinde Waldbronn. Alle drei Ortsteile der Gemeinde sind überwiegend katholisch. Erst nach dem Zweiten Weltkrieg zogen Protestanten in die Orte. So wurde zunächst Busenbach von Ettlingen, Etzenrot von Spielberg und Reichenbach von Langensteinbach kirchlich versorgt, bis schließlich eine eigene evangelische Kirchengemeinde gegründet wurde. Die Gemeinde hat heute zwei Gemeindezentren.